# CDC20
Белок цикла клеточного деления 20 — регулятор клеточного деления, кодируемый в организме человека геном CDC20. На уровне современных знаний его наиболее важная функция — активация комплекса стимуляции анафазы (APC/C), большого комплекса из 11-13 субъединиц, который инициирует разделение хроматид и вход в анафазу. Белковый комплекс APC/CCdc20 имеет две основные нижестоящие цели. Во-первых, он нацелен на разрушение секурина, что позволяет в конечном итоге разрушение когезина и, таким образом, разделение сестринских хроматид. Он также нацелен на S и М-фазы (S/M) циклинов для их разрушения, которое инактивирует S/M циклин-зависимые киназы (Cdk) и позволяет клетке выйти из митоза. Тесно связанный белок, Cdc20homologue-1 (Cdh1) играет вспомогательную роль в клеточном цикле.
Cdc20 действует в качестве регуляторного белка, взаимодействующего со многими другими белками в нескольких точках в клеточном цикле. Это требуется для двух зависимых от микротрубочек процессов: ядерного движения до анафазы и разделения хромосом.

## Открытие
CDC20, вместе с другими белками Cdc, был обнаружен в начале 1970-х годов, когда Хартвелл и его коллеги делали цикл клеточного деления мутантов, в котором не смогли завершить основные события клеточного цикла в штамме дрожжей S. Cerevisiae. Хартвелл нашёл мутантов, которые не входили в анафазу и, таким образом, не могли завершить митоз; этот фенотип связан с геном Cdc20. Однако, даже после того как была в конечном итоге выяснена биохимия белка, молекулярная роль Cdc20 оставалась неуловимой до открытия APC/C в 1995 году.

## Структура
Cdc20 является белком, связанным с бета-субъединицей гетеротримерных G белков. Возле своего С-конца она содержит семь повторов WD40, которые представляют собой несколько коротких, структурных мотивов около 40 аминокислот, которые часто играют важную роль в связывании с крупными белковыми комплексами. В случае Cdc20, они образуют семилопастной бета пропеллер. Человеческий Cdc20 имеет в длину около 499 аминокислот и содержит по крайней мере четыре сайта фосфорилирования вблизи N-конца. В промежутке между этими сайтами фосфорилирования, которые играют регуляторную роль, находится С-бокс, КEN-бокс, взаимодействующий мотив Mad2, и Cry-бокс. КEN-бокс, а также Cry-бокс, являются важными последовательностями распознавания и деградации комплекса APC/CCdh1.

## Взаимодействия
Cdc20, как было выявлено, взаимодействует с:
- ANAPC7[8][9],
- BUB1B[9][10][11][12][13][14],
- CDC16[8][9][12][15],
- CDC27[8][9][12][15][16][17][18],
- Циклин A1[19],
- FBXO5[20],
- HDAC1[21],
- HDAC2[21] и
- MAD2L1[9][12][14][15][16][17][22][23][24][25][26][27].

Самым важным взаимодействием Cdc20 является взаимодействие с комплексом стимуляции анафазы. APC/С — большая убиквитинлигаза Е3, которая вызывает переход от метафазы к анафазе выбранных белков для деградации. Двумя основными целями в APC/C являются циклины S/M и белок секурин. S/M циклины активируют циклин-зависимые киназы (Cdk), которые имеют широкий спектр нижестоящих эффектов, руководящих работой клетки путём митоза. Они должны быть деградированы для клеток, выходящих в митоз. Секурин — белок, который подавляет сепаразу, которая, в свою очередь ингибирует кохезин — белок, который содержит совместно сестринские хроматиды. Таким образом, для того, чтобы прогрессировать анафазе, секурин должен быть заблокирован, чтобы кохезин мог расщеплять сепаразу. Эти процессы зависят как от APC/C, так и Cdc20: Когда Cdk фосфорилируют APC/C, Cdc20 может связываться и активировать его, что позволяет как деградацию Cdk, так и расщепление кохезина. Активность APC/C зависит от Cdc20 (и Cdh1), потому что Cdc20 часто связывает субстраты APC/C напрямую. На самом деле, считается, что Cdc20 и Cdh1 — рецепторы для мотивов KEN-бокса и D-бокса в субстратах. Тем не менее, этой последовательности, как правило, недостаточно для убиквитинирования и деградации; многое ещё предстоит узнать о том, как Cdc20 связывает его субстраты.

## Регуляция
Комплекс APC/CCdc20 регулирует себя таким образом, что он присутствует в течение соответствующего времени клеточного цикла. Для того, чтобы Cdc20 связывал APC/C, конкретные субъединицы APC/C должны быть фосфорилированы Cdk1 (среди других Cdk). Поэтому, когда Cdk активирует высокий митоз, и клетки готовы войти в анафазу и выйти в митоз, комплекс APC/CCdc20 активирован. После активации, комплекс APC/CCdc20 способствует деградации Cdk путём инактивации S/M циклина. Деградация Cdk характеризуется более низким уровнем фосфорилирования APC/C и, таким образом, более низкой степенью связывания Cdc20. Таким образом, комплекс APC/CCdc20 инактивирует себя к концу митоза. Однако, поскольку клетка не сразу входит в клеточный цикл, Cdk не может быть немедленно реактивирован. Несколько отличнные механизмы ингибирования Cdk в G1: белки ингибиторов Cdk экспрессируются, и экспрессия гена циклина подавляется. От накопления циклина предохраняет Cdh1.

## Cdc20 и Cdh1
Cdc20-гомолог 1 (Cdh1) играет вспомогательную роль для Cdc20 в прогрессировании клеточного цикла. Во время активности APC/CCdc20, Cdh1 фосфорилируется и не может связываться с APC/C. После метафазы, однако, S/M-Cdk инактивируются APC/CCdc20 и Cdh1 может существовать в нефосфорилированном состоянии и связывать APC/C. Это позволяет APC/C продолжать деградацию S/M циклина (и, следовательно, S/M Cdk), пока они не потребуются снова в следующем S-фазе. Как могут S/M циклины снова ввести клетку в митоз? APC/CCdc20 не распознаёт G1/S циклины. Их концентрация возрастает во время G1, активации G1/S Cdk, которые, в свою очередь фосфорилируют Cdh1 и постепенно уменьшают ингибицию S/M циклинов.

## Контрольная точка сборки веретена деления
Cdc20 также часть регуляции контрольной точки веретена деления (SAC). Это гарантирует, что контрольная точка проходит анафазу только тогда, когда центромеры всех сестринских хроматид выстроились в метафазной пластине с правильным соединеникм с микротрубочками. Контрольная точка проходит активной любой одинокий центромер; только тогда, когда все центромеры прикреплены, начнется анафаза. APC/CCdc20 является важным объектом SAC, который состоит из нескольких различных белков, в том числе Mad2, Mad3 (BubR1), и Bub3. На самом деле, эти три белка, вместе с Cdc20, вероятно, образуют комплекс митотической контрольной точки (MCC), который ингибирует APC/CCdc20, так что анафаза не может начаться преждевременно. Кроме того, Bub1 фосфорилирует и тем самым тормозит Cdc20 непосредственно, в то время как в дрожжевых Mad2 и Mad3, когда они связаны с Cdc20, вызывает автоубиквитинизацию.

## Ингибиторы CDC20
Ингибирование ортолога CDC20 fzy-1 посредством РНК-интерференции значительно продлевало жизнь червячка C. elegans. В связи с этим предполагается что, ингибирование CDC20, снижая излишнюю пролиферацию клеток, влияет на механизмы старения. CDC20 часто сверхэкспрессируется в различных злокачественных опухолях, способствуя их устойчивости как к химиотерапии, так и к радиотерапии. Поэтому идет поиск фармацевтических препаратов способных эффективно подавлять CDC20. Известно несколько ингибиторов CDC20 потенциально пригодных для лечения рака (например, малая молекула апцин и его аналоги, сапонин диосгенин из пажитника, и куркумин, среди прочих.